# Лукреція д'Есте
Лукре́ція д'Есте́ (італ. Lucrezia d'Este; 16 грудня 1535, Феррара, Феррарське герцогство — 12 лютого 1598, Феррара, Папська область) — принцеса з дому Есте, уроджена принцеса Феррарська, Моденська і Реджійська, дочка Ерколе II. Дружина герцога Франческо Марії II з дому Ровере; у шлюбі — герцогиня Урбіно та Сори, сеньйора Пезаро, Сенігаллії, Фоссомброне та Губбіо.
Одна з найосвіченіших жінок свого часу. Підтримувала вчених та поетів. Ініційовані нею переговори зі Святим Престолом зберегли за домом Есте володарний статус та титул герцогів Модени та Реджо.

## Життєпис

### Ранні роки
Народилась у Феррарі 16 грудня 1535 року. Середня з трьох дочок у сім'ї католика Ерколе II, герцога Феррари, Модени і Реджо і гугенотки Ренати, принцеси з будинку Валуа, герцогині Шартрської, графині Жізора та власниці Монтаржі. По лінії батька — онука Альфонсо I, герцога Феррари, Модени і Реджо та Лукреції Борджіа, дочки римського папи Олександра VI. На честь останньої, принцеса отримала ім'я. По лінії матері — онука французького короля Людовика XII і Анни, герцогині Бретані з дому Дре.
Стараннями герцогині, яка запрошувала до двору для дітей талановитих педагогів, разом із сестрами Анною та Елеонорою, здобула гарну освіту. Принцеси вивчали давні та сучасні мови, класичну літературу, філософію та поетику, займалися музикою та вокалом. Вчителями були Олімпія Фульвія Мората, Франциск Порто, Аоніо Палеаріо, Бартоломео Річчі. Вона захоплювалася театром, опікувалася вченими й поетами, серед яких були філософ Франциск Патріці й поет Торквато Тассо. Останній присвятив Лукреції та Елеонорі низку віршів.
Життя принцеси мало змінилося й після смерті батька, коли мати повернулася на батьківщину. Лукреція любила придворні церемонії і не відмовляла собі в задоволеннях. Вона вступила в любовний зв'язок із капітаном герцогської кінної гвардії, графом Ерколе Контрарі. Їхні стосунки продовжилися й після її одруження. Дізнавшись про це, 2 серпня 1575 року герцог Альфонсо II наказав привести обох до нього в палац у Феррарі і велів задушити коханця-графа на очах у сестри. Однак, це не вплинуло на звички Лукреції. Через деякий час вона вступила в новий любовний зв'язок з графом Луїджі Монтекукколі.

### Нещасливий шлюб

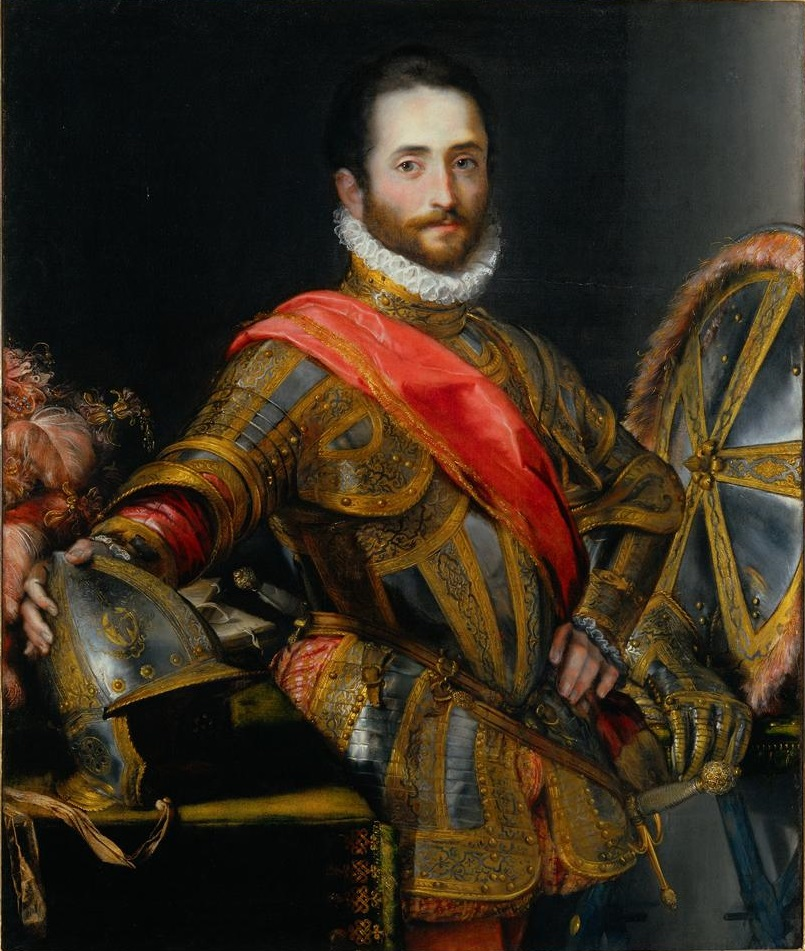
Чоловік, герцог Франческо Марія II делла Ровере

Лукреція довго лишалася неодруженою. На тридцять п'ятому році вона погодилася на шлюб зі спадковим принцом Урбіно, якому було трохи більше двадцяти. Рішення принцеси одружитися було пов'язане з інтересами династії. У разі переривання спадкоємців чоловічої статі в головній гілці дому Есте його володіння мали повернутися до складу папської держави. Герцог Альфонсо II, брат Лукреції, спадкоємців чоловічої статі не мав. Єдиний, хто міг би йому успадкувати, був двоюрідний брат Кузар Чезаре, бастард маркграфа Альфонсо, який сам був бастардом її діда — герцога Альфонсо I. Таким чином, матримоніальний союз між домами Есте та Роверо мав свідчити про взаємну підтримку між обома династіями.
18 лютого 1570 року у Феррарі відбулася церемонія одруження, після якої подружжя відбуло в Пезаро. Придане Лукреції склало 150 тис. дукатів. Стосунки спадкової принцеси зі свекром були добрими. Гвідобальдо II не перешкоджав захопленням невістки поезією, музикою та театральними виставами. Коли після смерті батька, 28 вересня 1574 року, спадковий принц під ім'ям Франческо Марії II став новим урбінським герцогом, Лукреція отримала титул герцогині. Її стосунки з молодим чоловіком завжди були складними. Той, не соромлячись, вказував на зрілий вік дружини та нездатність народити йому спадкоємця, попри те, що сам заразив її сифілісом.
У ці роки втіхою для Лукреції була її дружба з Торквато Тассо, який з обов'язку гостював при дворі герцогині в Пезаро й Урбанії. Через вісім років шлюбу, за посередництва кардинала Карло Борромео, герцог і герцогиня урбінські, нарешті, змогли розійтися. 31 серпня 1578 року Святий Престол дозволив подружжю жити окремо, але шлюб їх не було анульовано. Лукреція повернулася до Феррари, фактично продовжуючи залишатися дружиною урбінського герцога. Тільки після її смерті овдовілий чоловік зміг укласти новий шлюб, у якому в нього народився спадкоємець.

### Пізні роки

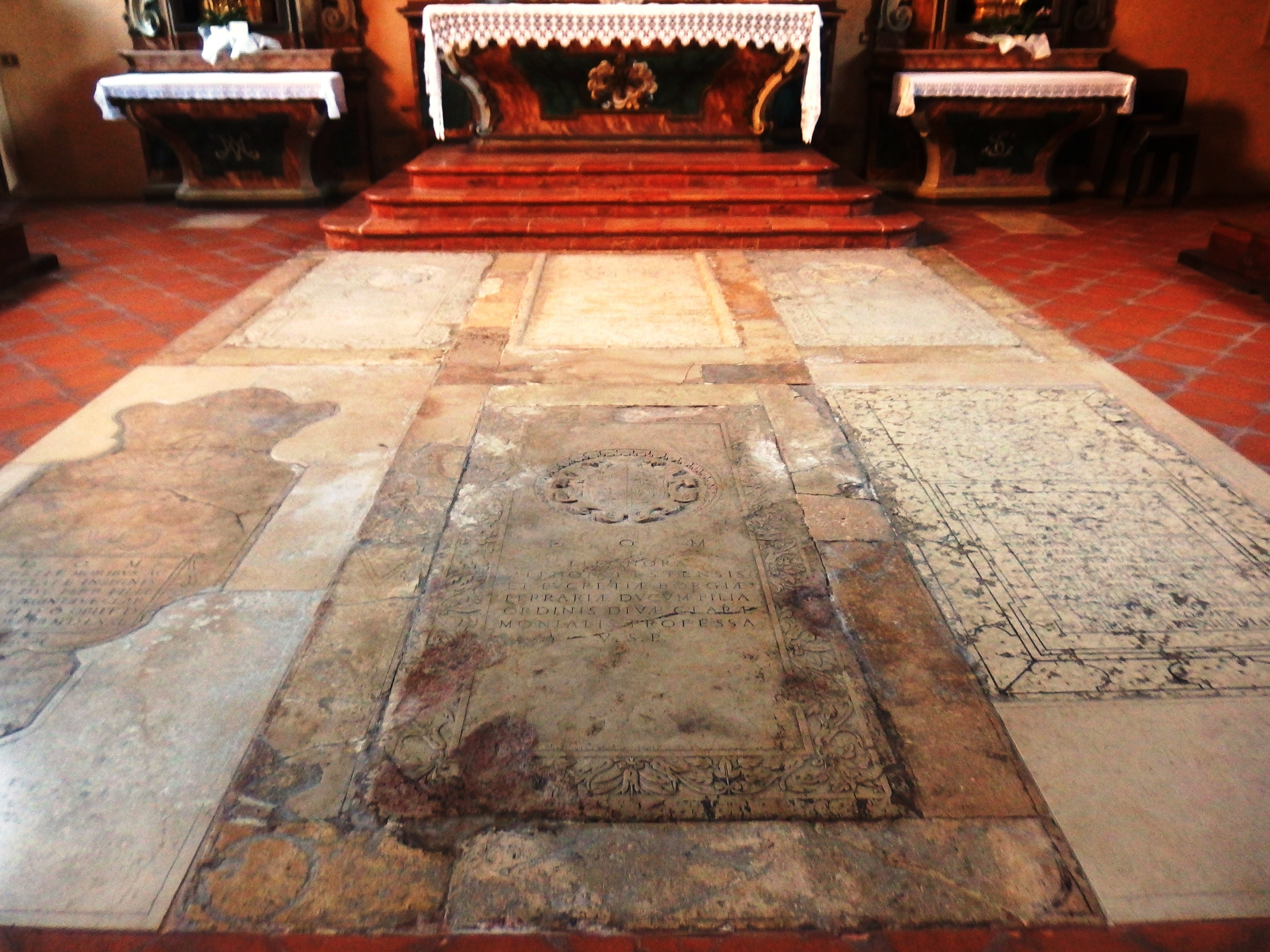
Надгробні плити в церкві монастиря Тіла Господнього у Феррарі

Зберігши фактичний шлюб, Святий Престол переслідував власні цілі. Як і в домі Есте, в разі відсутності спадкоємця чоловічої статі в головній гілці дому Ровере, володіння цієї династії мали повернутися до складу Папської області. Лукреція в цьому питанні для папської держави була важливим союзником. Вона ж намагалася отримати від Святого Престолу визнання її двоюрідного брата легітимним спадкоємцем володінь дому Есте. Сам Чезаре, після смерті Альфонсо II, утік із Феррари, побоюючись як церковного відлучення, так і папської армії. Лукреція змогла домовитися з римським папою Климентом VIII. Плодом її зусиль стала Фаенцька конвенція від 13 січня 1598 про визнання Святим Престолом за Чезаре герцогств Модени й Реджо в обмін на входження герцогства Феррари до складу папської держави. Таким чином Есте змогли зберегти за собою статус можновладного дому.
Протягом останніх років життя мала проблеми зі здоров'ям. Померла в рідному місті 12 лютого 1598 року і похована в церковній усипальниці при монастирі Тіла Господнього у Феррарі, де вже були гробниці її брата, батька та діда герцогів, молодшої сестри та бабусі, на честь якої її названо.